# Menhir von Höhnstedt
Der Menhir von Höhnstedt (auch Hexenstein oder Butterstein genannt) ist ein Menhir bei Höhnstedt, einem Ortsteil der Gemeinde Salzatal im Saalekreis in Sachsen-Anhalt.

## Lage und Beschreibung
Der Menhir befindet sich etwa 1,5 km südöstlich von Höhnstedt hinter einem Zaun in einer Obstplantage, direkt neben einem Feldweg, der die Verlängerung der Langenbogener Straße darstellt. Er steht dort auf erhöhtem Gelände, unterhalb des höchsten Punktes. In nordwestlicher Richtung befinden sich in 2,4 km Entfernung die Viersteine von Krimpe und in 2,7 km Entfernung der Menhir von Räther.
Der Stein ist ungefähr nord-südlich orientiert und hat eine Höhe von 97 cm, eine Breite von 46 cm und eine Tiefe von 28 cm. Er ist plattenförmig und läuft in einer schrägen Spitze aus. Auf einer Schmalseite ist eine tiefe Furche zu erkennen.
Unweit des Steins befindet sich der Gänseberg. Dort wurde 1905 eine bronzezeitliche Steinkiste gefunden.